# Arnold Moss
Arnold Moss (Brooklyn, 28 gennaio 1910 – New York, 15 dicembre 1989) è stato un attore statunitense attivo in campo cinematografico, televisivo e teatrale e ha recitato in un opere di prosa e musical a Broadway.
È stato un apprezzato interprete shakespeariano e ha recitato in produzioni di Romeo e Giulietta, La dodicesima notte, Misura per misura, La tempesta e Re Lear in scena a New York.

## Biografia
Nel 1966 interpreta l'episodio  La magnificenza del re (The Conscience of the King), trasmesso l'8 dicembre 1966, della serie televisiva Star Trek. Nel telefilm impersona Kodos Il Carnefice, ex governatore di Tarsus IV responsabile di un genocidio, che si nasconde sotto le mentite spoglie dell'attore shakespeariano Anton Karidian.
È morto di cancro ai polmoni a 79 anni.

## Vita privata
Era il padre del musicista James Moss.

## Filmografia parziale

### Cinema
- Tentazione (Temptation), regia di Irving Pichel (1946)
- Gli amori di Carmen (The Loves of Carmen), regia di Charles Vidor (1948)
- Mercanti di uomini (Border Incident), regia di Anthony Mann (1949)
- Il regno del terrore (Reign of Terror), regia di Anthony Mann (1949)
- Kim, regia di Victor Saville (1950)
- Quebec, regia di George Templeton (1951)
- La maschera del vendicatore (Mask of the Avenger), regia di Phil Karlson (1951)
- L'avventuriera di Tangeri (My Favorite Spy), regia di Norman Z. McLeod (1951)
- Viva Zapata!, regia di Elia Kazan (1952)
- Salomè (Salome), regia di William Dieterle (1953)
- La grande notte di Casanova (Casanova's Big Night), regia di Norman Z. McLeod (1954)
- I fucilieri del Bengala (Bengal Brigade), regia di László Benedek (1954)
- Il demone dell'isola (Hell's Island), regia di Phil Karlson (1955)
- L'inferno è a Dien Bien Fu (Jump Into Hell), regia di David Butler (1955)
- I 27 giorni del pianeta Sigma (The 27th Day), regia di William Asher (1957)
- Gambit - Grande furto al Semiramis (Gambit) - regia di Ronald Neame (1966)
- Il carnevale dei ladri (The Caper of the Golden Bulls), regia di Russell Rouse (1967)

### Televisione
- Lights Out – serie TV, episodi 2x20-2x38-4x11 (1950-1951)
- Climax! – serie TV, episodio 3x02 (1956)
- L'ora di Hitchcock (The Alfred Hitchcock Hour) – serie TV, episodio 1x05 (1962)
- General Electric Theater – serie TV, episodio 10x34 (1962)
- The New Breed – serie TV, episodio 1x24 (1962)
- Going My Way – serie TV, episodio 1x04 (1962)
- La legge di Burke (Burke's Law) – serie TV, episodio 3x10 (1965)
- Convoy – serie TV, episodio 1x09 (1965)
- Star Trek – serie TV, episodio 1x13 (1966)
- Agenzia U.N.C.L.E. (The Girl from U.N.C.L.E.) – serie TV, episodio 1x08 (1966)
- Kronos - Sfida al passato (The Time Tunnel) – serie TV, episodio 1x20 (1967)
- Bonanza – serie TV, episodio 9x27 (1968)

## Libri
- (EN) Arnold Moss papers.
- (EN) Love's labour's lost, 1959.

## Discografia

### Album
- 1954 - Words to Live by: Prayers and Inspirations (con Raymond Edward Johnson e Jay Jastyn)
- 1964 - Come Woo Me: A Shakespearean Entertainment Full of Rapture and Joyous Ribaldry (con Jim Hunter)
- 1969 - The Adventures Of Ulysses: Circe/The Keeper Of The Winds (con Bernard Evslin, Paul Hecht, Frances Sternhagen, Albert Quinton)
- 1975 - Famous Poems That Tell Great Stories (con Raymond Edward Johnson, Alexander Scourby, Fredric March, Agnes Moorehead)
- The Heart Speaks: Lyrics Of Love (con Raymond Edward Johnson)
- The Heroic Soul: Poems of Patriotism (con Jay Jastyn)
- Living Prose & Poetry - Volume 5: America

## Doppiatori italiani
Nelle versioni in italiano delle opere in cui ha recitato, Arnold Moss è stato doppiato da:
- Lauro Gazzolo ne Gli amori di Carmen
- Cesare Fantoni in Viva Zapata!
- Giorgio Capecchi ne I fucilieri del Bengala
- Tino Bianchi ne I 27 giorni del pianeta Sigma
- Bruno Persa in Viva Zapata! (ridoppiaggio)
- Ugo Bologna ne La grande notte di Casanova (ridoppiaggio)